# Douglas Northrop Jackson
Douglas Northrop Jackson II (Merrick, 14 de Agosto de 1929 – 22 de Agosto de 2004) foi um professor Canadense de psicologia conhecido por seu trabalho em avaliação de pessoas e testes psicológicos.  
Nascido em Merrick, Nova York, Jackson graduou-se em Relações Industriais e do trabalho pela Cornell University em 1951 e em 1955 adquiriu o título de PhD em psicologia Clínica pela Purdue University. Jackson foi professor na Pennsylvania State University (1956-62) e na Universidade Stanford (1962-64) antes de iniciar seu trabalho em 1964 na Universidade de Western Ontario, onde lecionou por mais de 32 anos.
Jackson criou diversos testes psicológicos em sua vida, incluindo:
- Multidimensional Aptitude Battery (MAB)
- Personality Research Form (PRF)
- Jackson Vocational Interest Survey (JVIS)
- Employee Screening Questionnaire (ESQ)

Esses testes são distribuídos por duas companhias que ele próprio fundou: Research Psychologists Press and Sigma Assessment Systems. No Brasil, o teste ESQ é distribuído pela empresa DHC - Desenvolvimento Humano Corporativo.
Ele colaborou com Samuel Messick no Educational testing Service, examinando validações de constructos. Jackson também publicou muitas análises sobre inteligência e sexo, cujos resultados encontrados foram que homens possuem uma pequena mas não-trivial vantagem em fatores de inteligência gerais. and in reasoning.
Jackson serviu no Conselho Executivo do International Test Comission e foi Fellow da Royal Society of Canada (1989). Ele foi presidente da Society of Multivariate Experimental Research no período 1975-1976 e recebeu o prêmio Saul Sells Award for Lifetime Contributions em 1997. Ele foi presidente da divisão de medidas, avaliação e estatístic da American Psychological Association o período 1989-1990 e recebey o prêmio Samuel J. Messick pelas suas contribuições científicas em 2004.
Em 1994 ele foi um dos 52 signatários do "Mainstream Science on Intelligence", um editorial escrito por Linda Gottfredson e publicado no Wall Street Journal, que declarou o consenso dos acadêmicos sobre os assuntos relacionados à controvérsia de raça e inteligência que foi seguido pelo lançamento do livro The Bell Curve.

## Referencias
1. ↑  Douglas N. Jackson, Ph.D., (1928-2004). (PDF) Psynopsis, Fall 2004.
2. ↑  Jackson, DN (July 17–21, 1993). Sex differences in intellectual ability. Paper presented at a meeting of the International Society for the Study of Individual Differences, Baltimore, MD.
3. ↑  Stumpf H, Jackson DN (1994). Gender-related differences in cognitive abilities: Evidence from a medical school admission testing program. Personality and Individual Differences, 17, 335–344.
4. ↑  Gottfredson, Linda (December 13, 1994). Mainstream Science on Intelligence. Wall Street Journal, p A18.

| Persondata          | Persondata                                         |
| ------------------- | -------------------------------------------------- |
| NOME                | Jackson, Douglas N.                                |
| NOMES ALTERNATIVOS  |                                                    |
| DESCRIÇÃO CURTA     | Elaborou o ESQ2 - Employee Screening Questionnarie |
| DATA DE NASCIMENTO  | August 14, 1929                                    |
| LOCAL DE NASCIMENTO |                                                    |
| DATA DA MORTE       | August 22, 2004                                    |
| LOCAL DA MORTE      |                                                    |